# Spoorlijn Siegen - Siegen Ost
De spoorlijn Siegen - Siegen Ost is een Duitse spoorlijn en is als spoorlijn 2881 onder beheer van DB Netze.

## Geschiedenis
Het traject werd door de Preußische Staatseisenbahnen geopend op 1 december 1915.

## Treindiensten
De Hessische Landesbahn verzorgt het personenvervoer op dit traject met RE en RB treinen.
| Serie | Treinsoort             | Route | Bijzonderheden                                       |
| ----- | ---------------------- | --- | ---------------------------------------------------- |
| RE 99 | Regional-Express (HLB) | Siegen – Dillenburg – Herborn (Dillkreis) – Wetzlar – Gießen – (Friedberg (Hess) – Frankfurt (Main) Hbf) | Main-Sieg-Express 1x per twee uur van/naar Frankfurt |
| RB 95 | Regionalbahn (HLB)     | Siegen – Haiger – Dillenburg                                                                             | Sieg-Dill-Bahn                                       |

## Aansluitingen
In de volgende plaatsen is of was er een aansluiting op de volgende spoorlijnen:
Siegen
DB 2880, spoorlijn tussen Siegen-Weidenau en Betzdorf
DB 9271, spoorlijn tussen Siegen en Eisern
Siegen Ost
DB 2800, spoorlijn tussen Hagen en Haiger
DB 9272, spoorlijn tussen Eintracht en Kaan-Marienborn

## Elektrificatie
Het traject werd in 1965 geëlektrificeerd met een wisselspanning van 15.000 volt 16⅔ Hz.